# ほっと関西
『ほっと関西』（ほっとかんさい、英語：NEWS HOT KANSAI）は、NHK大阪放送局が2015年3月30日より放送を開始した、『NHKニュース』の関西地域向けローカルワイドニュース番組である。

## 歴史

### ニュースほっと関西 （2015 - 2021）
7年にわたって放送した『ニューステラス関西』の放送枠を引き継ぎ、新しく関西地域に向けたローカルニュース番組として再出発するもので、2015年3月5日にNHK大阪放送局の定例局長会見にて発表された。
コンセプトは「深く、鋭く、そして親しみやすい」で、関西2府4県のその日に入ってきた「ホット」なニュースに加え、「ほっと」する話題も取り入れる。また枠内でのコーナー割りが見直され、最初の20分間は関西2府4県向けの放送で、その後は各局別の放送となり、残りの30分間は大阪府域向けになる。
2021年5月24日放送分から放送常時同時配信・見逃し番組配信サービス「NHKプラス」で、大阪府ローカルの部分も含めた番組全編の見逃し配信を開始。これにより、日本全国で本番組を視聴が出来るようになった。

### ほっと関西 （2022 - ）
2022年3月28日からタイトルを『ほっと関西』に改め、タイトルロゴ・スタジオセットがリニューアルされた。さらに、同年4月1日からは放送時間を18時 - 19時に拡大した。2022年度の番組名から「ニュース」を外したことについて、司会の二宮が自ら提案したという。また、同月9日から土曜日の18時5分 - 18時59分にも姉妹番組として『ほっと関西 サタデー』を開始し、鹿島綾乃がメインキャスターを務める。
なお2022年度は一部祝日で、『ほっと関西 ホリデー』と題した祝日特別版も放送していく予定であると発表されていたが、実際には放送されず（東京発の全国放送の祝日編成と、18時45分以降のローカルニュースが放送）、形骸化された。
18時24分頃の「全国のニュース」コーナー（18時 - 18時10分の放送センター発全国ニュースから数項目を時差ネット）のニュースリーダーについて、2023年6月までは番組キャスターが伝えていたが、翌7月からは放送センターの映像を使用するようになった。
2025年3月15日をもって『ほっと関西 サタデー』は放送終了。同年4月からは再び平日版のみの放送になる。また、平日版の放送時間が18時10分 - 19時00分に縮小された。

## 放送時間
- 平日 18:10 - 19:00
  - 18:10 - 18:30（近畿2府4県ブロックネット）
  - 18:30以降、大津局は『おうみ発630』、京都局は『京いちにち』、神戸局は『リブラブひょうご』（2023年度までは『Live Love ひょうご』）、奈良局は『ならナビ』、和歌山局は『ギュギュっと和歌山』をそれぞれ放送。
  - 祝日・年末年始と重なる場合は休止となり、18:45 - 18:59（年末年始は18:50 - 19:00）に『NHKニュース』（番組表上の表記タイトルは『ニュース・気象情報（関西）』）として近畿地方のニュース・気象情報を放送したあと、『NHKニュース7』を放送する。また、通常の平日編成日でも稀に特設ニュースや大相撲中継の延長などにより短縮・休止となる場合がある[注 4]。
- NHKプロ野球で、阪神タイガース、オリックス・バファローズが関係する試合を放送する場合は基本的にサブチャンネルで中継するため、休止となることはないが、2023年度は18:30までのブロックパートを休止して野球中継を行ったのち[注 5]、大阪ローカルの後半のみの放送としている[注 6]。

企画
 18:10  関西のニュース
 18:28  気象情報
 18:30  曜日コーナー
 18:35  大阪府のニュース
 18:40  Hot Sports
 18:45  関西のニュース
 18:52  なつきの天気／たるみん天気

## 出演者
| 出演者                               | 年度          | 担当                                |
| ------------------------------------ | ------------- | ----------------------------------- |
| 小山径                               | 2023 - 現在   | キャスター（2023 - 2024）           |
| 小山径                               | 2023 - 現在   | 月 - 水曜日キャスター（2025 - ）    |
| 嶋田ココ                             | 2023 - 現在   | キャスター（2023 - 2024）           |
| 嶋田ココ                             | 2023 - 現在   | 月 - 水曜日キャスター（2025 - ）    |
| 鹿島綾乃                             | 2022 - 現在   | サタデー・キャスター（2022 - 2024） |
| 鹿島綾乃                             | 2022 - 現在   | 木・金曜日キャスター（2025 - ）     |
| 倉沢宏希                             | 2025 - 現在   | 木・金曜日キャスター                |
| 前川夏生                             | 2025 - 現在   | 気象情報（月曜日）                  |
| 垂水千佳                             | 2024 - 現在   | 気象情報（火曜日 - 金曜日）         |
| 廣瀬絢南                             | 2025 - 現在   | スポーツ                            |
| 當麻陽香                             | 2021 - 現在   | リポーター                          |
| 斉藤菜緒                             | 2025 - 現在   | リポーター                          |
| 上岡梨紗                             | 2025 - 現在   | リポーター                          |
| 森田洋平                             | 2015          | キャスター                          |
| 眞田佳織                             | 2015          | リポーター                          |
| 青井実                               | 2016          | キャスター                          |
| 赤木野々花                           | 2015 - 2016   | キャスター                          |
| 中山奈奈恵                           | 2015 - 2016   | スポーツ                            |
| 石田鮎美                             | 2015 - 2016   | リポーター、代理キャスター          |
| 塩見泰子                             | 2016 - 2017   | リポーター、代理キャスター          |
| 有田早紀                             | 2017          | リポーター                          |
| 近田雄一                             | 2017 - 2018   | キャスター                          |
| 石橋亜紗                             | 2017 - 2018   | キャスター                          |
| 山下美咲                             | 2016 - 2018   | リポーター                          |
| 國生千代                             | 2018 - 2019   | リポーター                          |
| 川﨑理加                             | 2019 - 2020   | キャスター                          |
| 山本賀保子                           | 2017 - 2020   | スポーツ                            |
| 櫻井有里沙                           | 2018 - 2020   | リポーター                          |
| 二宮直輝                             | 2019 - 2022   | キャスター                          |
| 牛田茉友                             | 2021 - 2022   | キャスター                          |
| 森本万里奈                           | 2021 - 2022   | スポーツ                            |
| 堀井洋一                             | 2022 - 2023/6 | サタデー・ニュースリーダー          |
| 坂下恵理                             | 2015 - 2023   | 気象情報                            |
| 南利幸                               | 2023          | 気象情報（坂下休演中の月曜日）      |
| 北川玲子                             | 2023 - 2025/2 | リポーター                          |
| 石井元樹                             | 2022 - 2024   | サタデー・気象情報                  |
| 田中麻耶                             | 2024          | 気象情報（月曜日）                  |
| 廣由梨                               | 2020 - 2024   | リポーター（2020 - 2022）           |
| 廣由梨                               | 2020 - 2024   | スポーツ（2023 - 2024）             |
| 表中の「現在」とは、2025年度を示す。 |               |                                     |